# خالد خمیس عبید
خالد خمیس عبید (انگلیسی: Khaled Khamis Obaid؛ زادهٔ ۲ ژانویهٔ ۱۹۹۲) یک بازیکن فوتبال است.